# Villa De Sanctis
Villa De Sanctis, detta anche Parco Casilino-Labicano,  è un parco urbano della città di Roma. Si trova nel quartiere Prenestino-Labicano, all'interno della zona urbanistica del Casilino, nel territorio del Municipio Roma V.
Il Parco ha una superficie di circa 12 ettari ed è delimitato da via Casilina a sud, via dei Gordiani a est, via Labico a nord-ovest, e via Capua a ovest.

## Storia

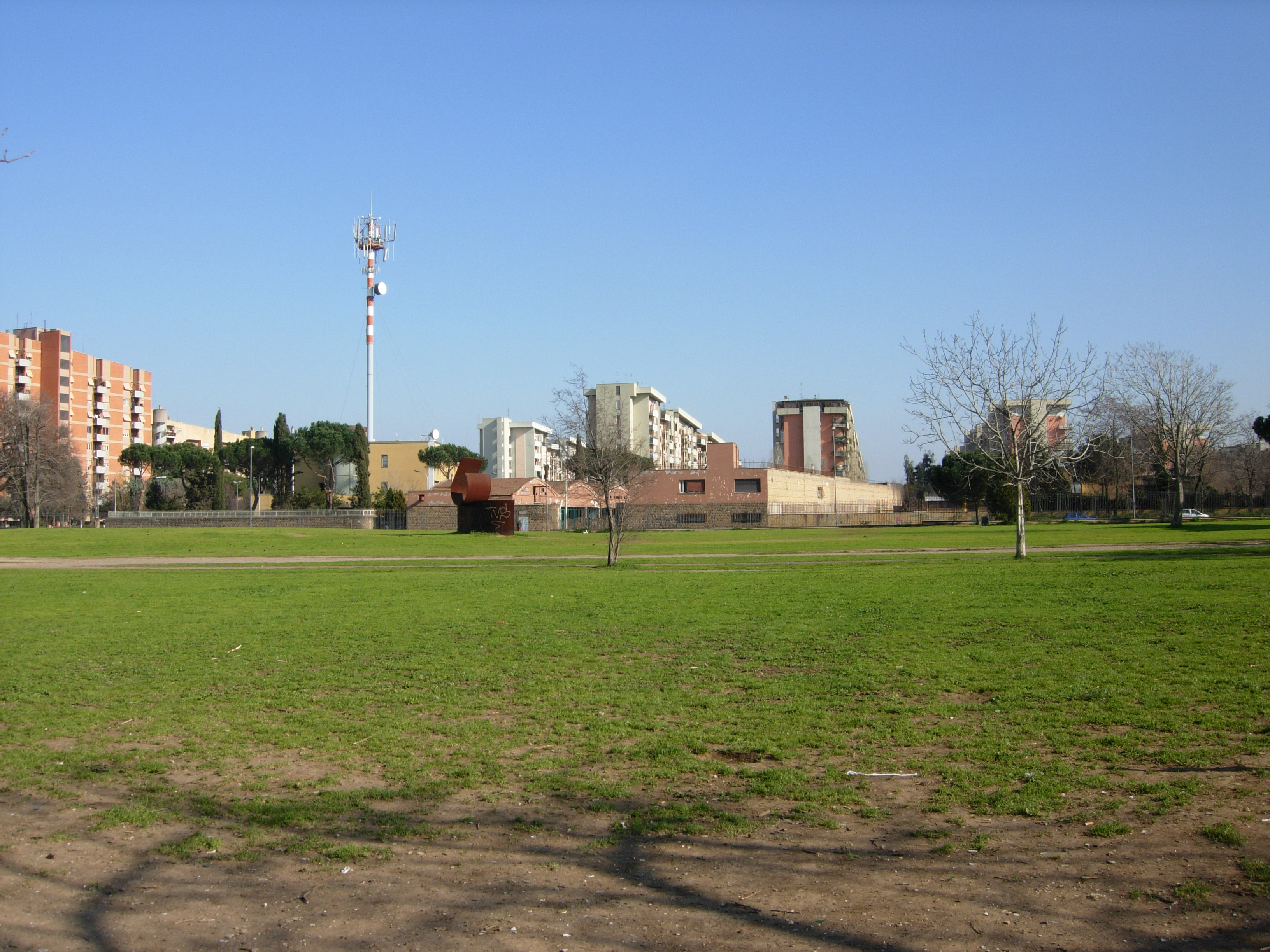
Il parco e il quartiere Casilino

La storia di Villa De Sanctis come parco pubblico è iniziata il 5 novembre 1994 quando furono inaugurati dall'allora sindaco Rutelli i primi tre ettari di parco corrispondente alla zona situata tra via Casilina angolo via dei Gordiani. Prima di allora l'area era occupata, in modo irregolare, da alcuni depositi di auto in demolizione, depositi di materiale edile, un circolo sportivo, orti e frutteti e persino un ristorante.
Gli eventi che hanno preceduto la suddetta inaugurazione sono piuttosto tormentati e segnano un arco di tempo di oltre 50 anni. Il tutto inizia il 25 novembre 1942 quando Filippo de Sanctis lascia in testamento all'Ente Comunale Assistenza di Roma la sua proprietà composta dalla villa omonima e dal relativo fondo rustico della superficie di 12 ettari. Solo il 5 gennaio 1950 la villa ed il fondo vengono effettivamente consegnate all'ente comunale. Dopo il passaggio, il Comune rileva che la proprietà era stata affittata ad un privato, per cui non può effettivamente prenderne possesso sino alla scadenza del contratto. Nel frattempo gli affittuari subaffittano a loro volta ad altri, fra cui un circolo sportivo che occupa circa 30.000 m2 del terreno con campi sportivi ed edifica sul terreno del fondo spogliatoi e locali vari. Una parte del terreno viene ulteriormente subaffittato ad una società che gestisce il ristorante "La Carovana".
Questa storia di affitti e subaffitti, più o meno regolari, si trascina per molti anni. Una svolta decisiva per le sorti del futuro parco si ha nel 1981, sotto il governo del sindaco Luigi Petroselli, quando il Consiglio Comunale di Roma adotta la Delibera n. 553 del 31 marzo 1981 per la costituzione del Parco Pubblico Labicano. Dopo battaglie legali durate ancora alcuni anni fra le istituzioni pubbliche ed i privati che occupavano i terreni e la villa, si giunge al 22 settembre 1994, data in cui, non senza alcune tensioni, si dà inizio alle operazioni di sgombero da edifici e materiali che insistevano abusivamente sull'area. Successivamente l'area liberata viene bonificata e su di essa realizzato un giardino con un campo giochi attrezzato per bambini che viene inaugurato e reso disponibile ai cittadini nel novembre 1994.
Da allora ad oggi sono stati fatti ulteriori interventi, fra cui la realizzazione di alcuni campetti sportivi, e sono state bonificate altre aree che si sono aggiunte alla prima.
È stato restaurato il mausoleo di Elena ed è stato avviato il restauro della villa padronale. Nel maggio del 2003 è stato inaugurato il Parco delle Sculture, composto da cinque opere d'arte contemporanea, poste in opera all'interno del parco.
All'interno dell'area restano tuttavia delle aree ancora da bonificare occupate da costruzioni e depositi di materiale edile.

## Punti di accesso
I punti di accesso al parco sono (in senso antiorario):
- via Casilina all'altezza di via di San Marcellino
- via Casilina all'altezza di via Orazio Pierozzi
- via Casilina angolo via dei Gordiani
- via dei Gordiani, tre punti di ingresso di cui l'ultimo all'altezza dei palazzi del Casilino 23

Sono previsti punti di accesso anche da via Labico.

## Monumenti

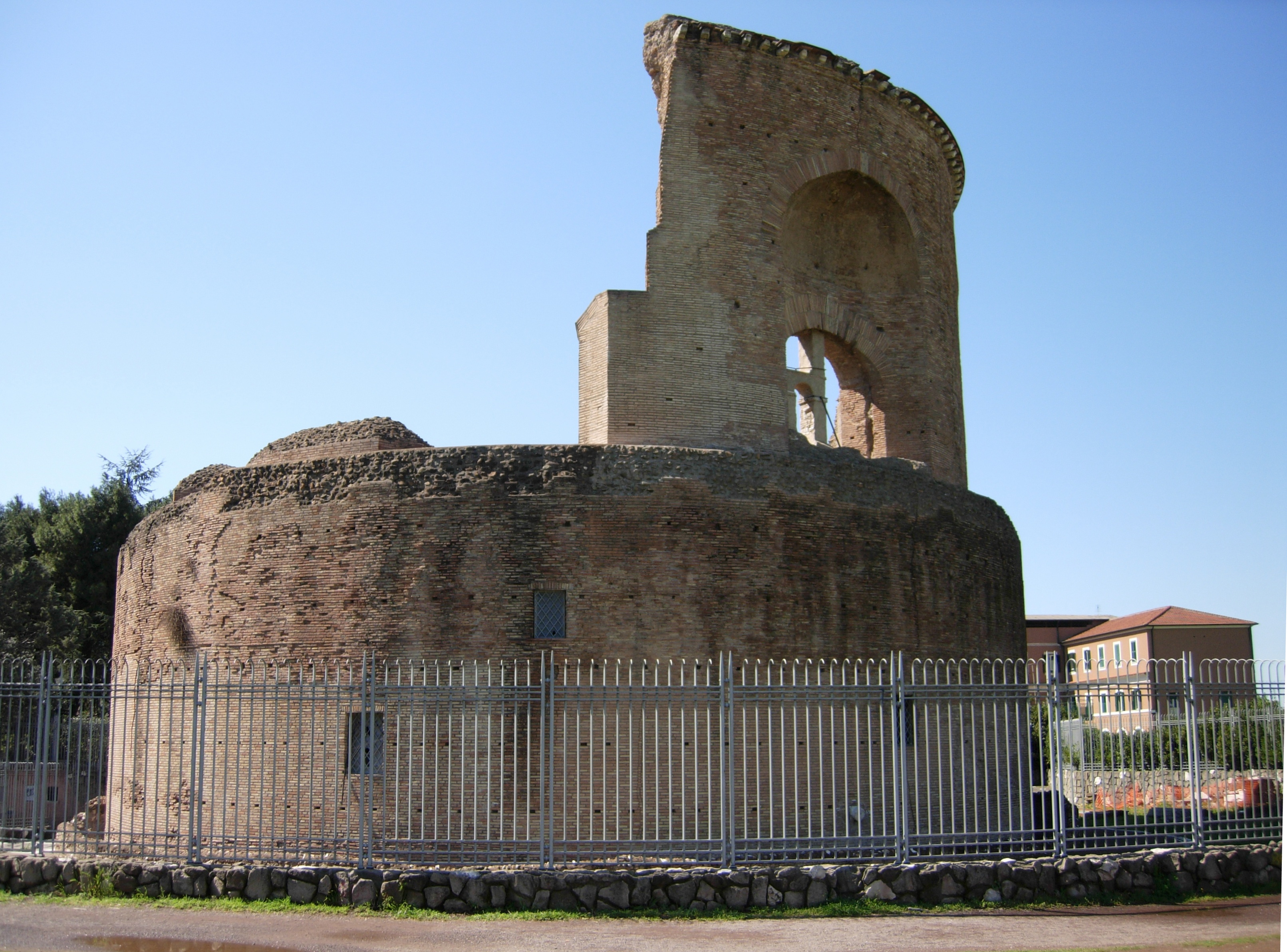
Mausoleo di Elena

Villa de Sanctis si estende su un'area, che in epoca romana faceva parte dei possedimenti di Elena madre di Costantino, nota come ad Duos Lauros, che si trovava allora all'altezza del III miglio dell'antica via Labicana.
In questa area vennero edificati il mausoleo di Elena, tuttora presente nell'estremo sud-est della villa, e la basilica paleocristiana dei Santi Marcellino e Pietro, di cui oggi rimangono soltanto alcuni resti appena visibili. Al di sotto del parco si sviluppano le catacombe dei Santi Marcellino e Pietro risalenti al periodo anteriore alla Persecuzione dei cristiani sotto Diocleziano (284-305).
Oltre a detti resti della tarda età imperiale, nello stesso territorio ancor prima vi erano sepolcreti e colombari fra cui la necropoli degli Equites singulares. Di essi oggi non resta quasi nulla di visibile, e la maggior parte resta per lo più celata nel sottosuolo.
Fra i pochi resti visibili da menzionare una tomba romana sovrastata da un gazebo di ferro battuto situata nella parte sud della villa presso l'ingresso di via Casilina e visibile anche dalla strada.

## IlParco delle sculture
Il Parco delle Sculture si trova nel settore nord est di Villa de Sanctis. Esso è costituito da 5 sculture di arte contemporanea realizzate da cinque artisti utilizzando cinque diversi materiali:
- la vetroresina per la scultura dal titolo Freeze di Anna Ajò
- la terracotta per la Porta Magica di Immacolata Datti
- il travertino per Porta di Giuliano Giuliani
- l'acciaio per Romana di Carlo Lorenzetti
- il vetro per la scultura La Luna di Costas Varotsos; opera dedicata a Pier Paolo Pasolini[6]

## Collegamenti
|  | È raggiungibile dalla stazione Berardi. |

## Galleria d'immagini

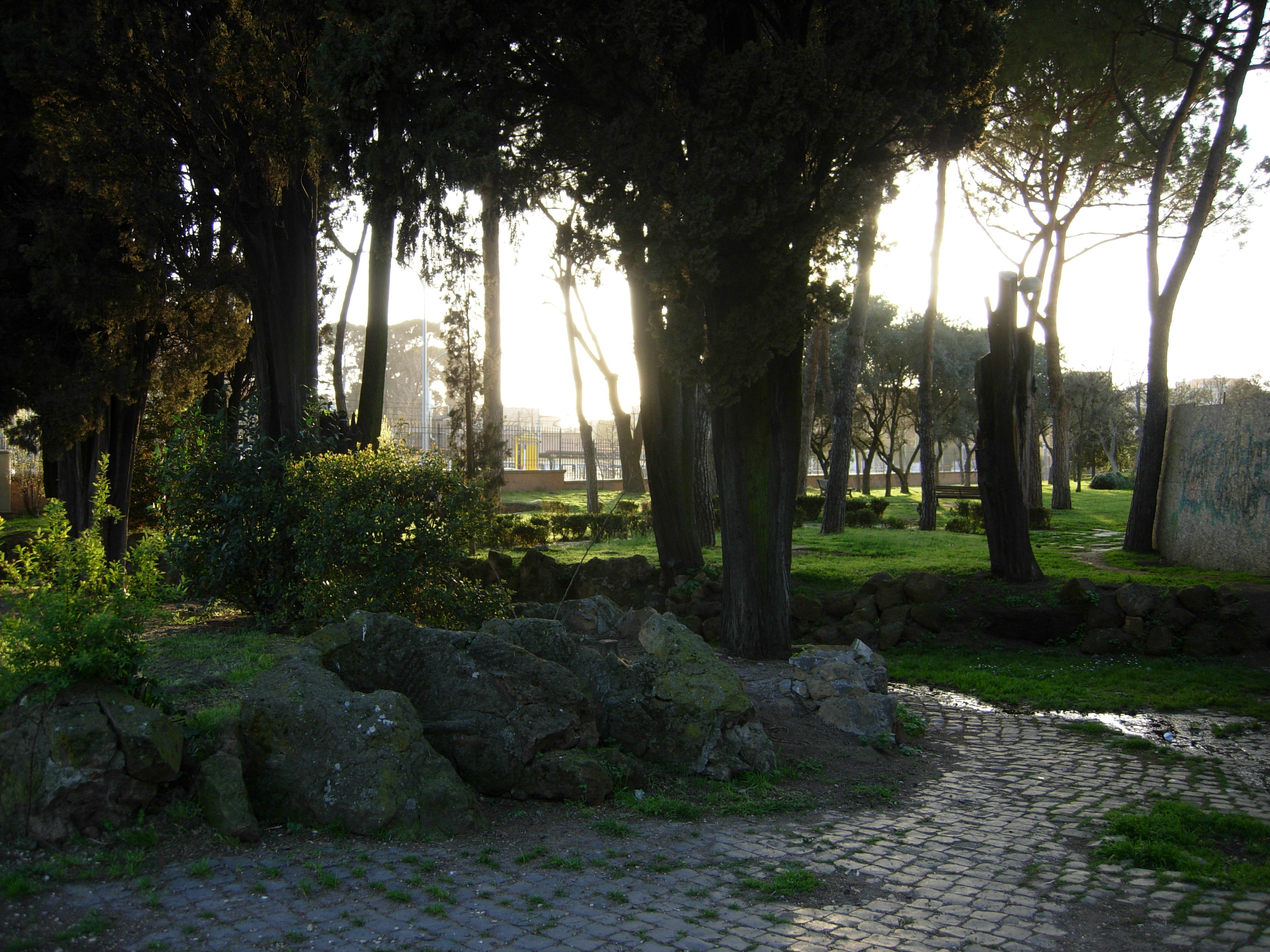
Ingresso da via Casilina
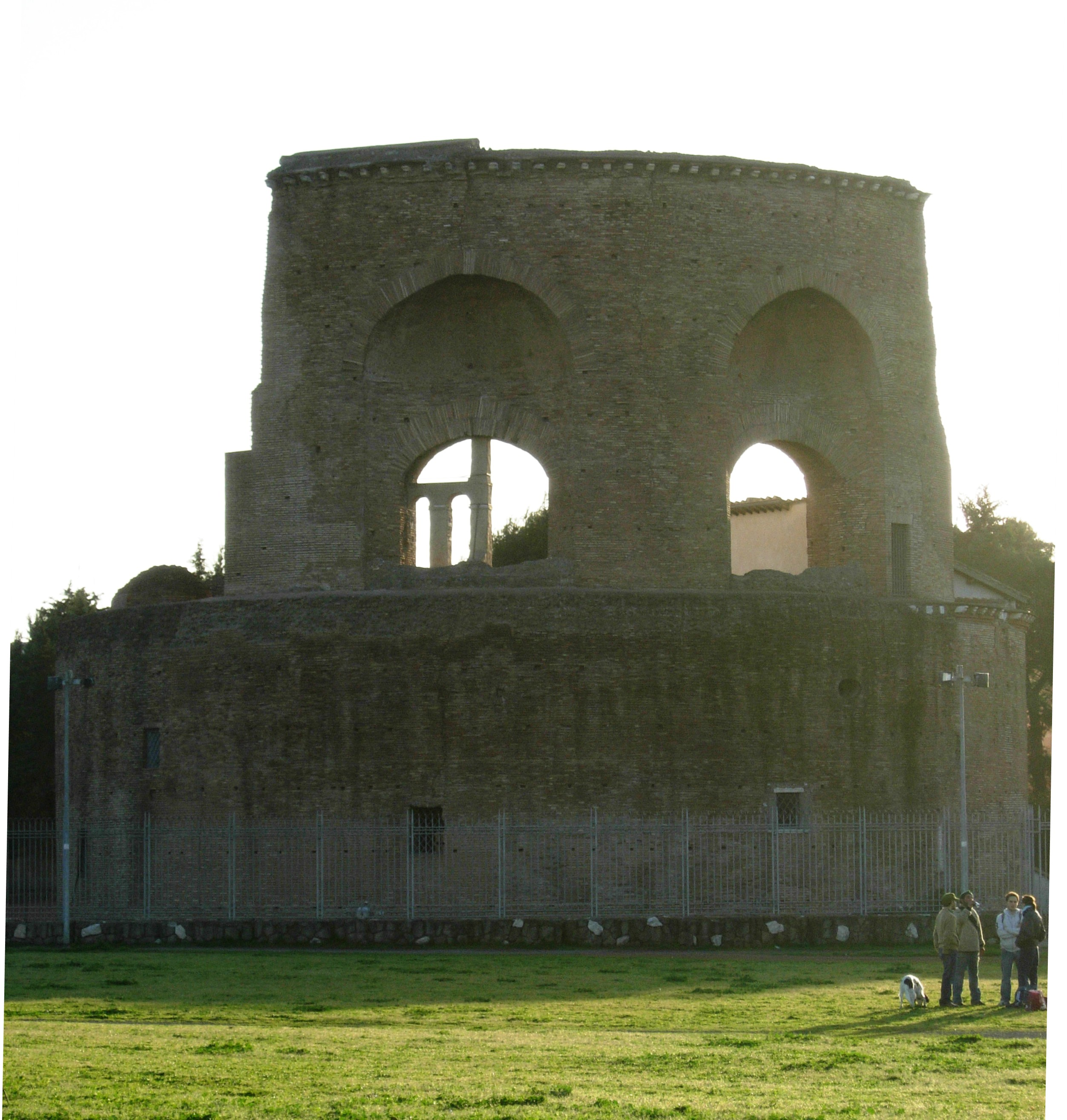
il Mausoleo di Elena
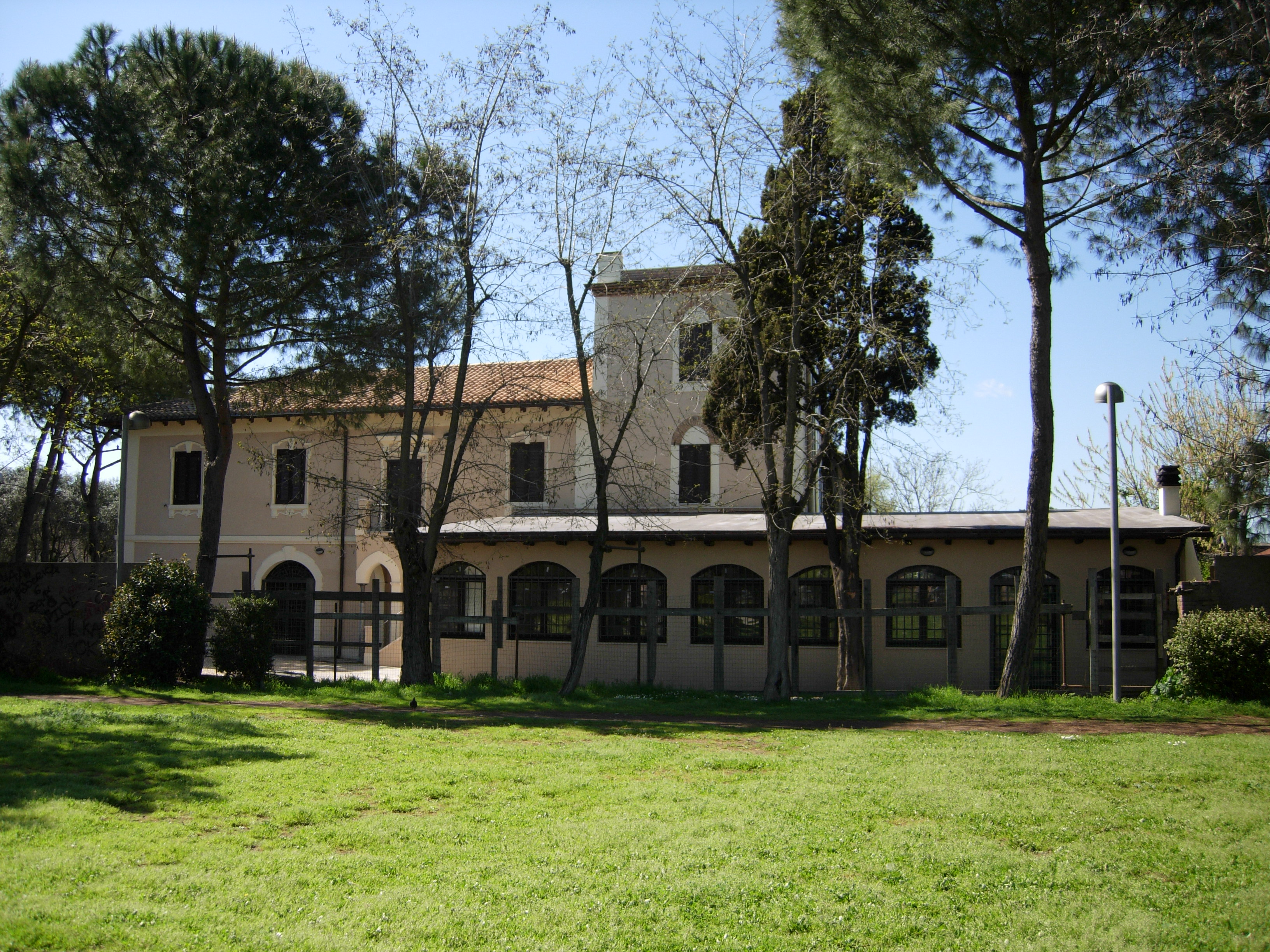
Villa Fiori
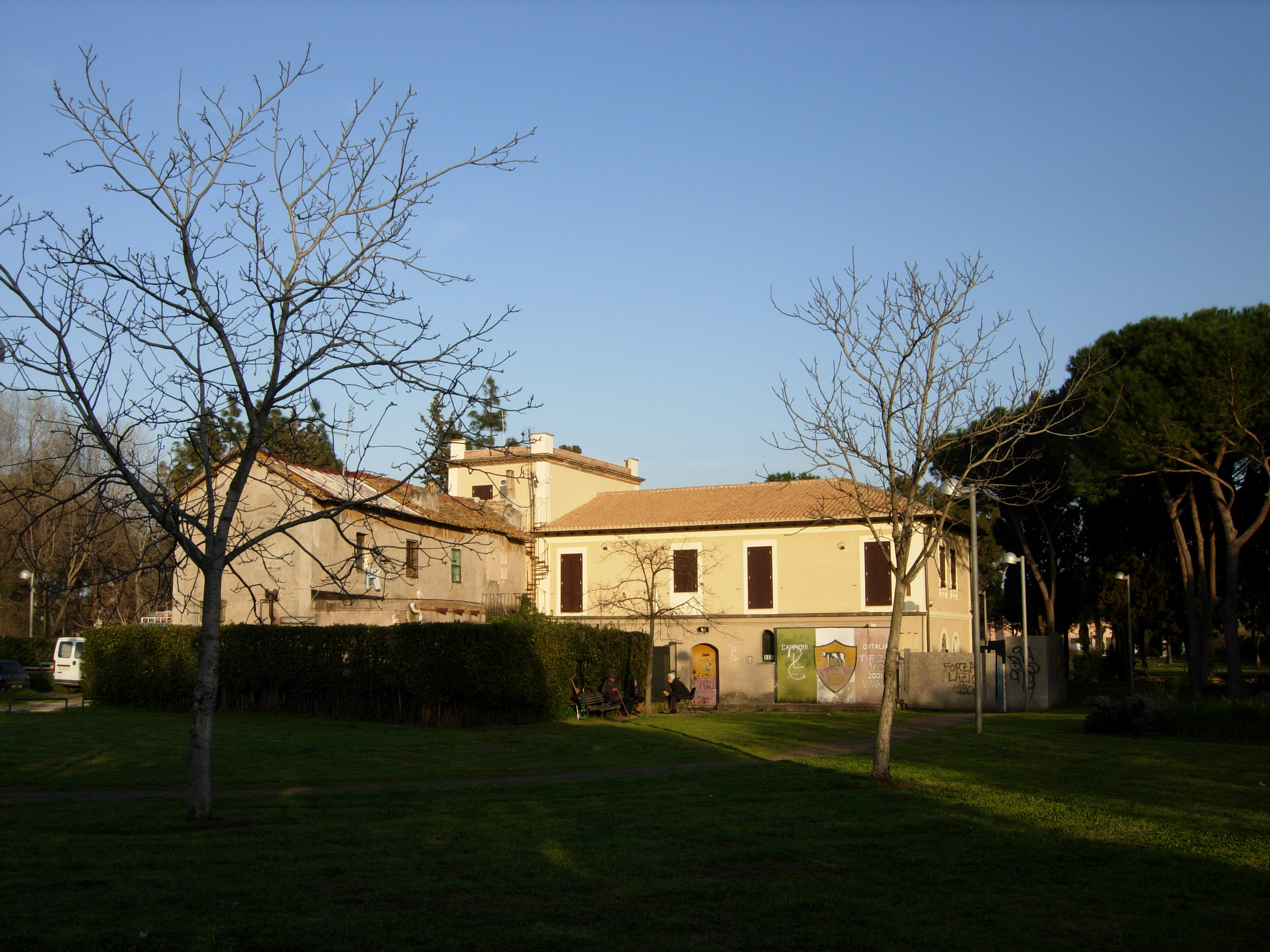
Villa Fiori
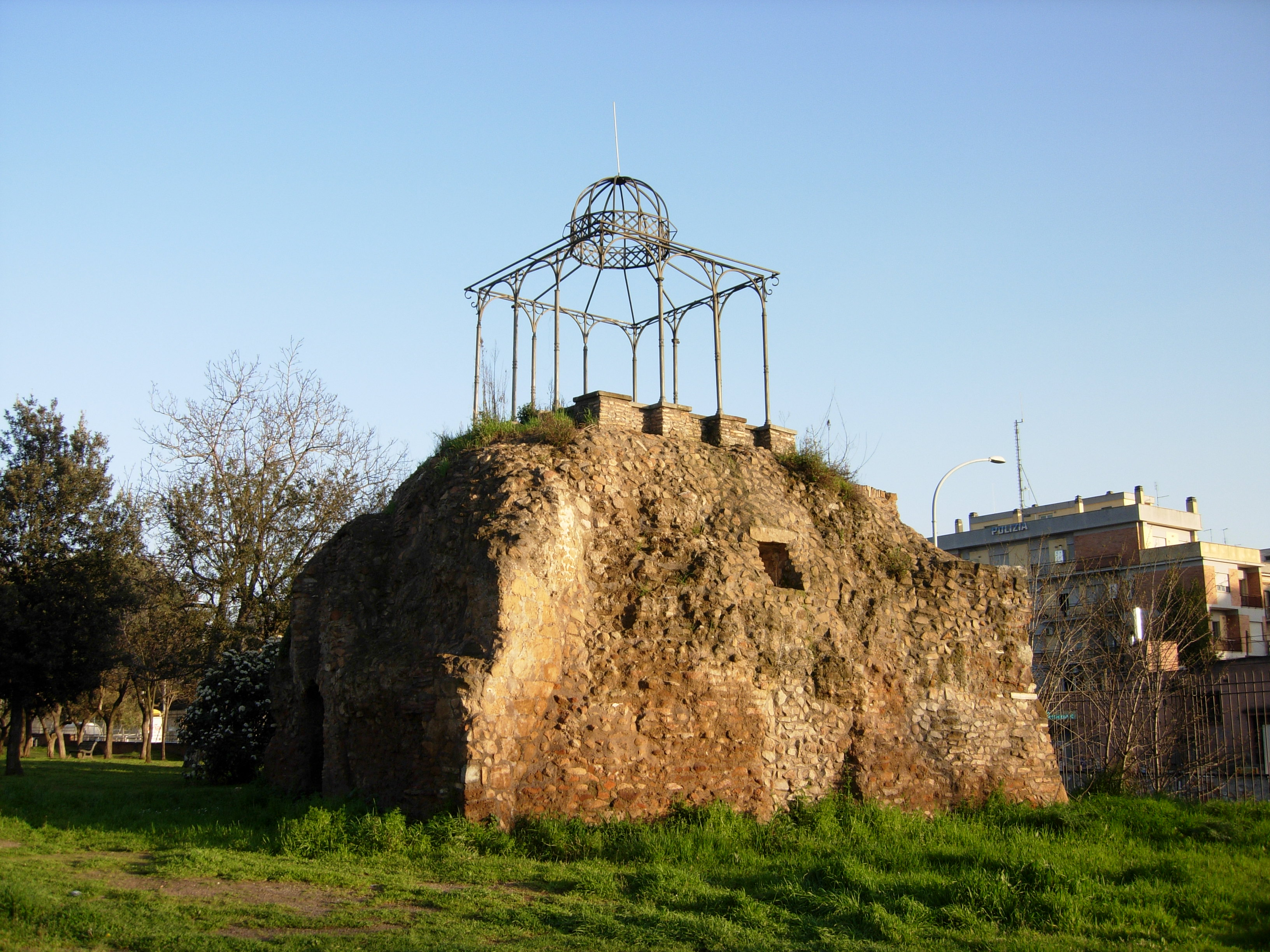
Tomba romana
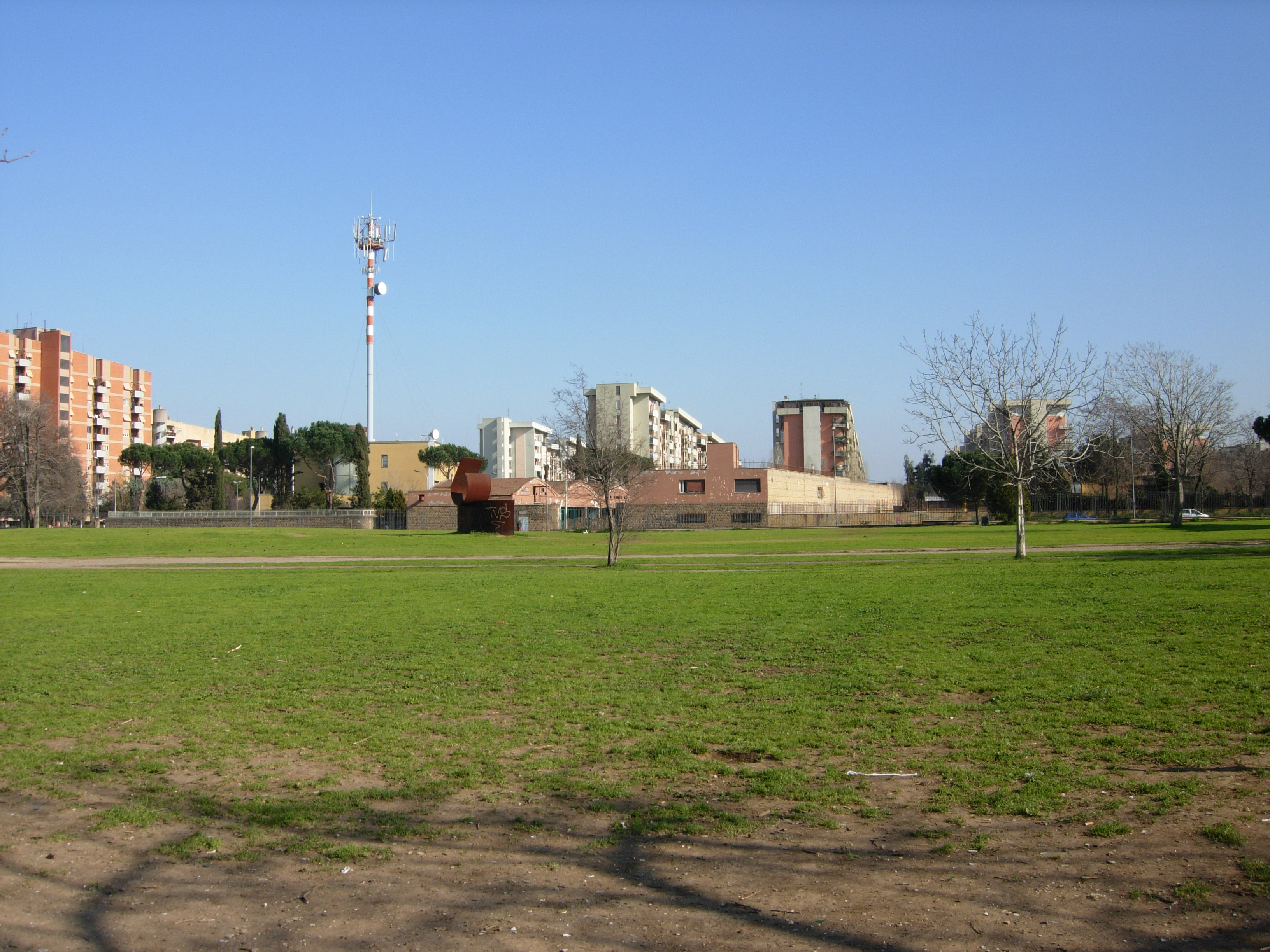
Il quartiere Casilino 23 visto dal parco
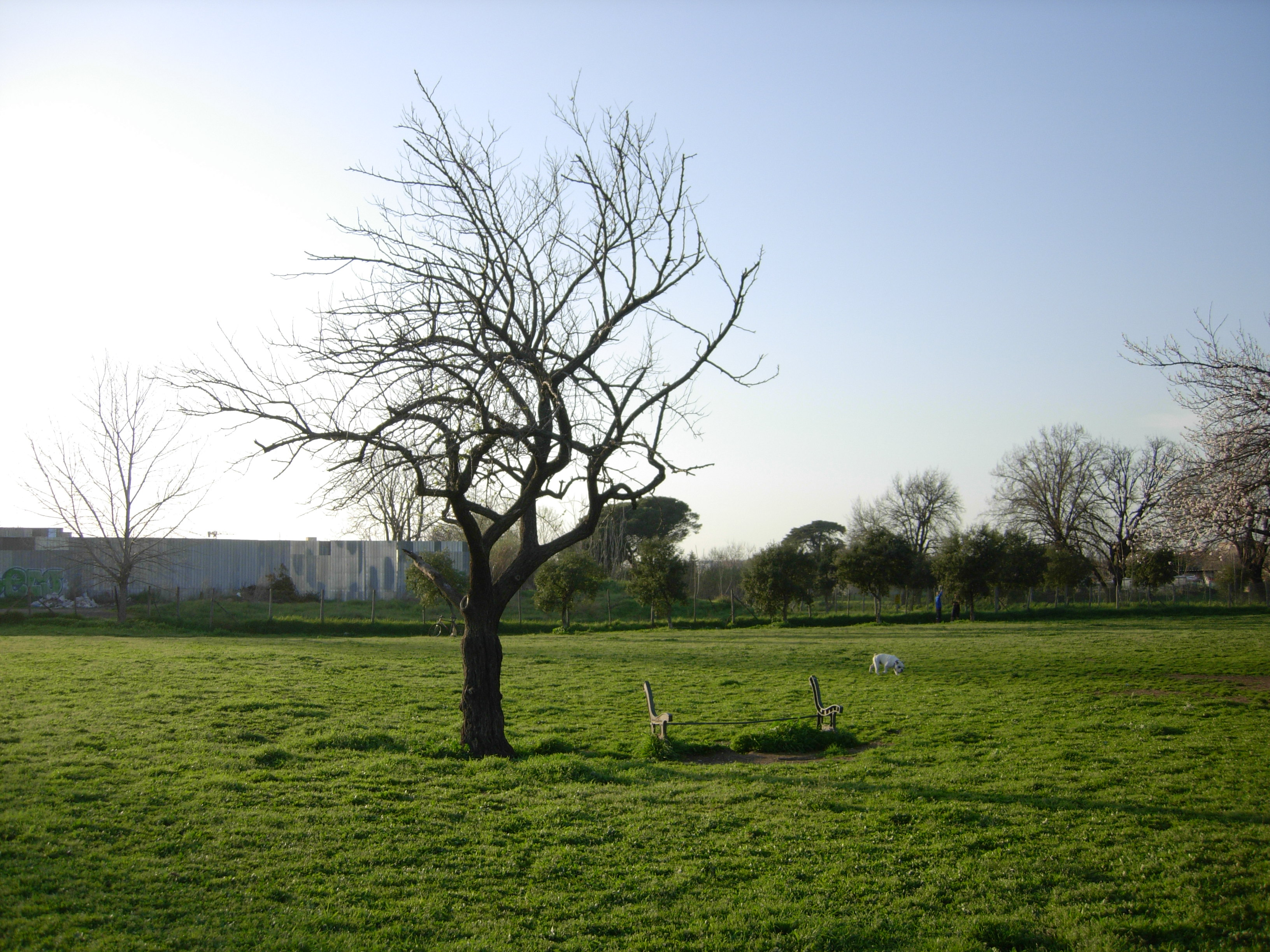
Particolare
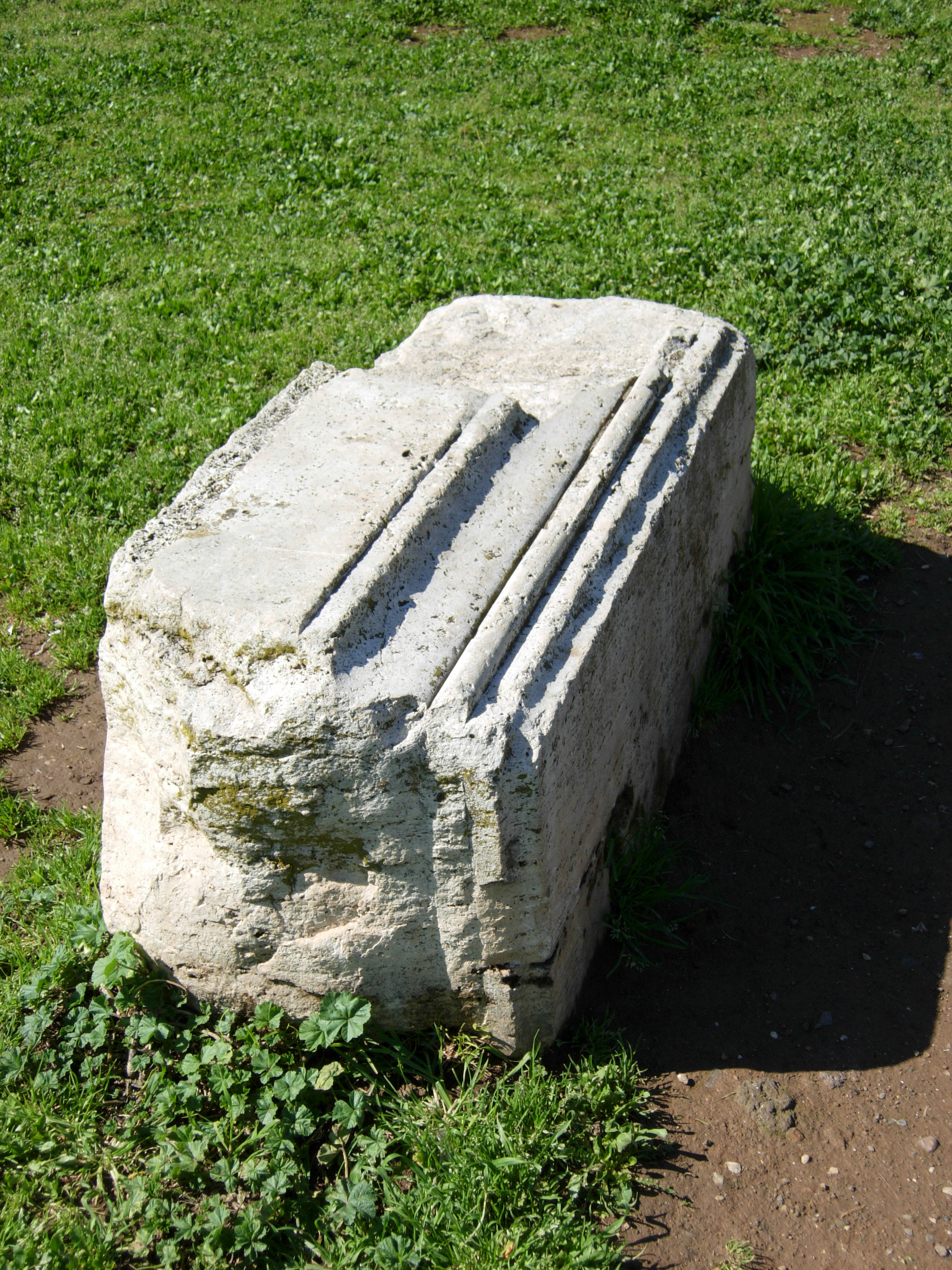
Ruderi
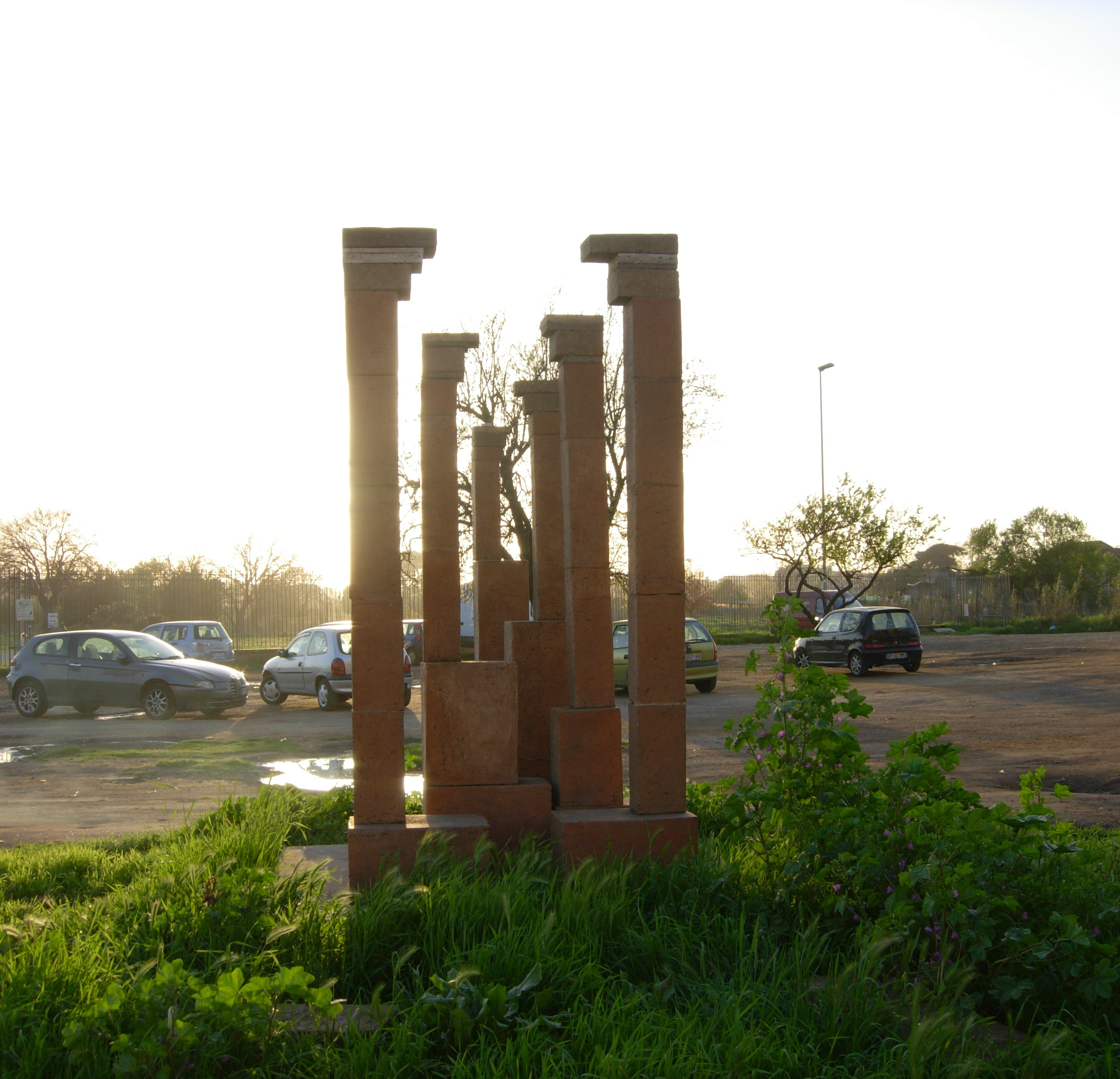
Porta Magica
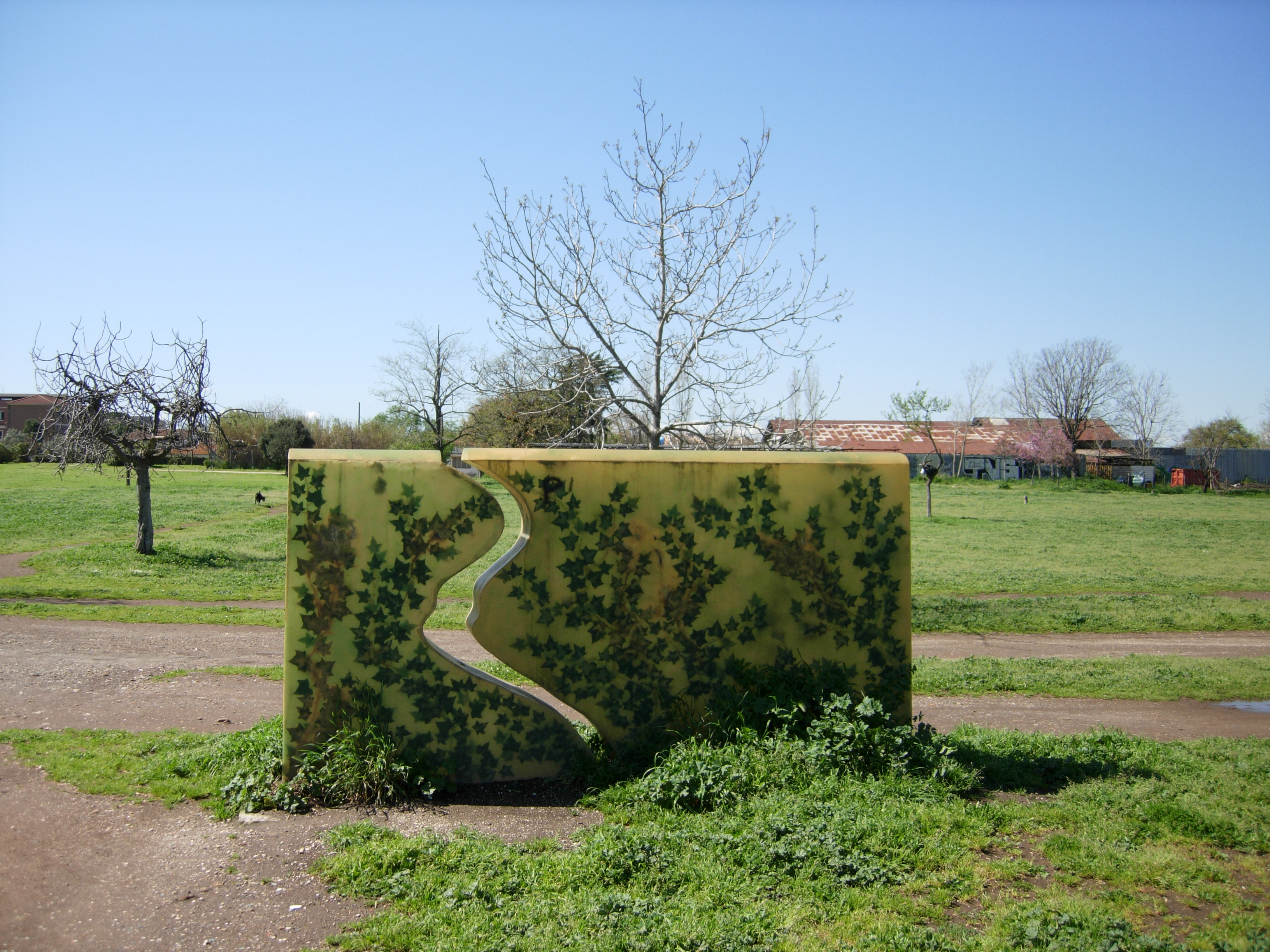
Freeze
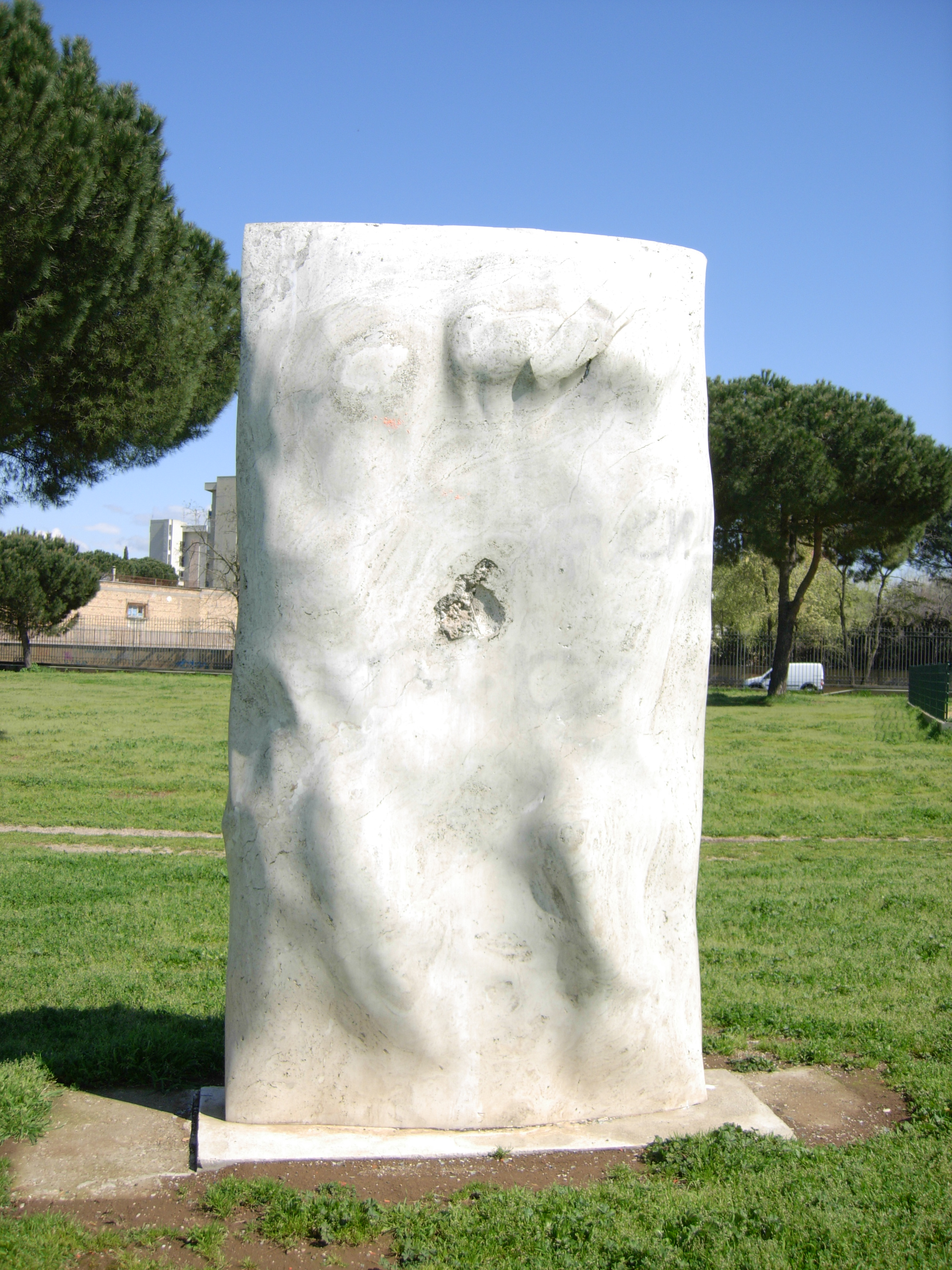
Porta
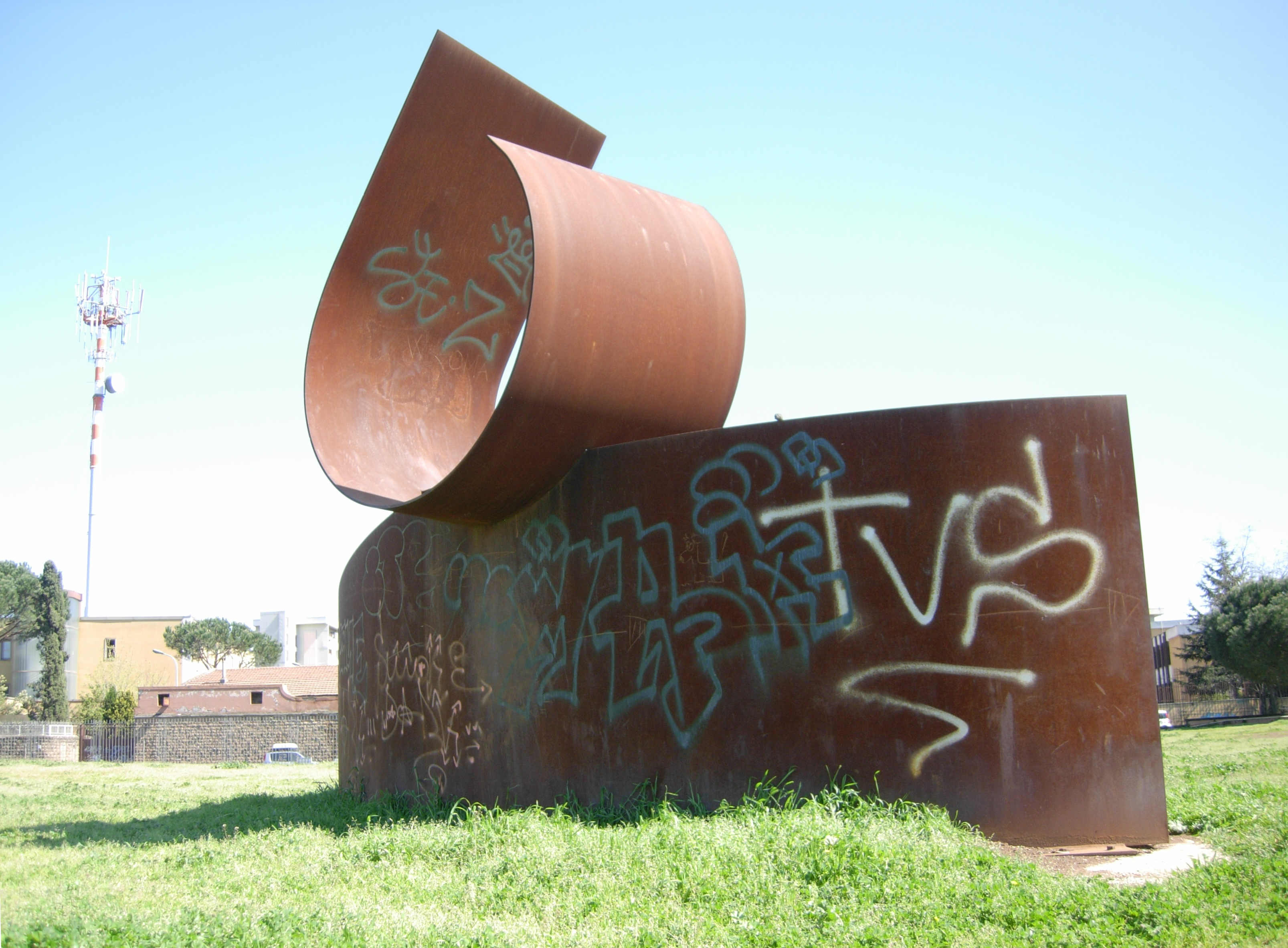
Romana
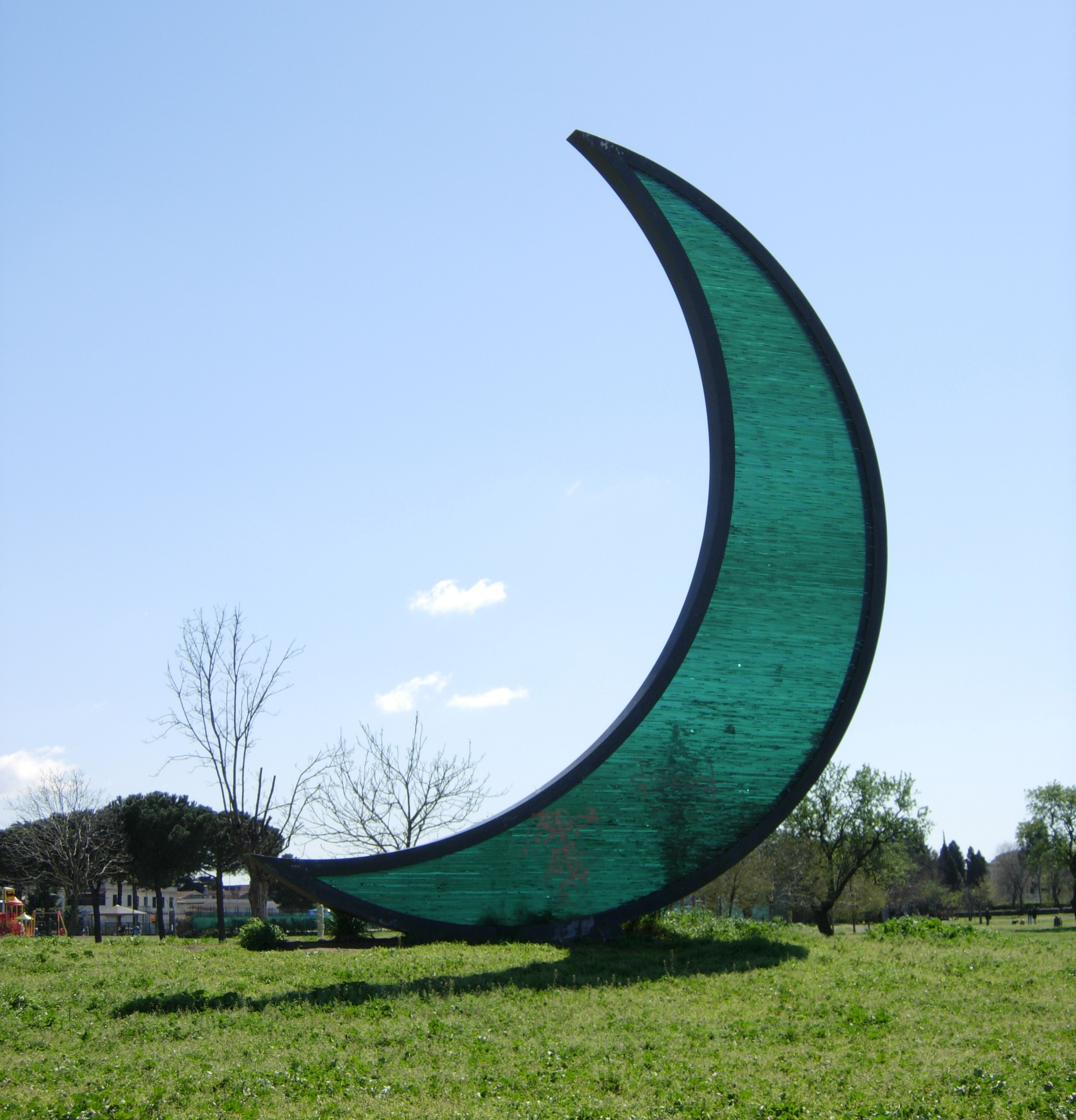
La Luna di Costas Varotsos